# Érec et Énide
Érec et Énide (Erec et Enide dans la graphie originale) est le premier roman arthurien de Chrétien de Troyes, écrit vers 1160-1164 (Philippe Walter opte pour une datation entre 1165 et 1170 et Pierre F. Dembowski pour l'année 1170). Il s'agit d'une œuvre de 7 000 vers en ancien français qui nous est connue par sept manuscrits différents et quelques fragments. L'auteur puise en partie son inspiration dans la matière de Bretagne, à savoir les œuvres relatives au roi Arthur (comme l'Historia Regum Britanniae de Geoffroy de Monmouth), et sans doute aussi dans l'épopée de Ghereint. Erec et Enide est l'un des premiers romans courtois.
Au vers 19 du manuscrit de Guiot, on lit : D'Erec, le fil Lac, est li contes, « C'est le conte d'Érec, fils de Lac » ; à la fin de l'œuvre (vers 6950) : explycyt li romans d'Erec et d'Enyde, « Ici s'achève le roman d'Érec et Énide », et Chrétien précise dans Cligès, son livre suivant, au vers 1, être : Cil qui fist d'Erec et d'Enide, « Celui qui fit Érec et Énide ».

## Résumé
Le récit commence par la décision du roi Arthur d'organiser une chasse au cerf blanc le jour de Pâques. Érec ne participe pas à cette chasse mais escorte la reine Guenièvre. Sur le chemin, une des servantes de la reine est malmenée par un nain. Érec le suit alors pour lui demander justice, arrive dans une ville où il rencontre Énide, en tombe amoureux, et l'épouse après avoir vaincu son rival.
Érec reste ensuite un an auprès de sa femme, temps durant lequel il cesse de guerroyer, ce qui provoque des murmures sur son compte de la part des autres chevaliers, et finit par pousser Énide à lui reprocher de demeurer auprès d’elle. Ces plaintes décident Érec à partir à l'aventure seul avec son épouse, mais en interdisant à celle-ci de lui parler. Énide viole à plusieurs reprises cet ordre pour sauver son mari, d’abord de chevaliers bandits, ensuite d’un comte malhonnête qui la désirait pour lui ; Érec affronte également deux géants. À la suite d’une autre péripétie, durant laquelle Énide repousse les avances d’un autre comte pendant que le héros passe pour mort, le couple se réconcilie définitivement. Dans une ultime épreuve, « La Joie de la cour », Érec vainc un chevalier condamné à combattre tous les visiteurs d’un jardin merveilleux à cause d’une promesse faite à sa femme. Le conte se clôt avec le couronnement en grande pompe des deux époux par le Roi Arthur lui-même, à la suite de la mort du père d’Érec.

## Personnages
- Érec : chevalier à la cour du roi Arthur. Il est au début du texte comparé à Absalom et Salomon, deux personnages de l'Ancien Testament qui dans la pensée religieuse médiévale ne sont pas des modèles. Le premier se révolte contre son père David et meurt lorsque ses longs et beaux cheveux se prennent dans les branches basses d'un arbre et qu'il est tué par les soldats de son père. Le roi Salomon n'est pas mieux considéré car il a eu des centaines d'épouses et de concubines et surtout a accepté que des temples soient construits pour les divinités étrangères. Des discussions agitent le monde religieux pour savoir si l'âme de Salomon a été arrachée de l'enfer par le Christ ou s'il a été condamné à l'éternelle damnation[7].
- Énide : femme d'Érec, elle est décrite comme la plus belle femme du royaume dépassant même Iseut. Elle répond aux canons esthétiques de la beauté médiévale, avec son teint blanc, ses cheveux d’or et ses lèvres vermeilles. Elle est également dotée de sagesse, de générosité et d’intelligence. Elle est donc une dame vertueuse et une parfaite épouse[8].

## Analyse
Bien que le roman soit un roman d'aventures et d'amour, d'autres éléments importants apparaissent. Ainsi, la religion occupe-t-elle une place éminente. L'histoire commence le jour de Pâques qui, dans la religion chrétienne, rappelle la résurrection du Christ. Or, Érec avant de se réconcilier avec son épouse combat un comte, le comte de Limors (c'est-à-dire le comte de la Mort). Érec semble alors mort avant de revenir à la vie comme Jésus. Le chevalier imite le Christ, ce qui lui permet de retrouver la paix dans son ménage.

### La notion de quête
Dans les cinq romans du Cycle de la Table Ronde, Chrétien de Troyes a souhaité donner sens et forme à la légende arthurienne en y intégrant la notion de quête. En effet, chaque chevalier se voue personnellement dans la quête du Graal. Traditionnellement, une épopée possède deux parties : la première raconte une conquête facile dans laquelle le chevalier recherche sa propre réalisation tandis que la seconde, plus longue, le dépasse et fait de lui un membre à part entière de la communauté féodale. Si la quête initiale a tendance à se diviser en une multitude d’aventures originales, et parfois contradictoires, ce motif reste apprécié dans la littérature médiévale.
Toutefois, la quête présentée dans Erec et Enide demeure difficile à cerner. Cette dernière présente une riche diversité d’aventures fantastiques et merveilleuses dénuées de sens logique. En effet, le personnage d’Erec possède de nombreuses contradictions vis-à-vis de l’Idéal chevaleresque dans sa manière d'agir ou de penser, et ce à tout point de la quête. Pour certains médiévistes, de nombreux épisodes de la quête d’Erec sont contradictoires les uns avec les autres. Même si ces derniers ont tenté de trouver un sens à ces oppositions, de nombreuses incohérences demeurent à ce jour. Pourquoi Erec se querelle-t-il avec Enide si ce dernier sait pertinemment qu’elle a raison ? Pourquoi l’oblige-t-il à l’accompagner au combat lors de sa quête, vêtue de sa plus belle robe, alors qu'un chevalier est censé l'entreprendre seul ? Et pourquoi, après avoir reçu de nombreux reproches de la part de ses compagnons quant à son refus de participer aux tournois, n’est-t-il plus du tout question de tournoi à la fin de sa quête, lors de son retour à la Cour du Roi Arthur ? Face à ces incohérences, aucune réponse satisfaisante n’a été trouvée. Seules des théories, très partagées, tentent d'y répondre. Si certains, comme le critique Roger Sherman Loomis, estimaient que Chrétien de Troyes aurait été contraint, par les exigences de la matière, de privilégier le lyrisme et l’amour courtois sur la cohérence de sa trame narrative, d’autres rejettent cette hypothèse et considèrent, au contraire, que les habitudes des écrivains de l’époque étaient justement de soigner la composition pour atteindre un poème parfait.

### La place et le rôle des femmes
Suivant les codes chevaleresques, la dame doit être protégée et respectée. Le chevalier doit tout faire même perdre sa vie pour sauver sa dame. Dans Erec et Enide, Erec agit en véritable chevalier en partant venger la Reine Guenièvre lorsque sa suivante a été frappée au cours de la chasse au cerf blanc. La femme a un rôle et doit répondre à un certain nombre de critères comme être dotée de sagesse, de beauté, de générosité et se doit d’avoir une conduite sans faille ainsi que d’être une épouse exemplaire. Tel est le portrait fait d’Enide au v. 2409-2429. Mais la dame doit aussi respecter et se soumettre à l’autorité de son mari tout en ayant le droit de liberté de pensées et d’actions.
Le chevalier et la dame ont un rôle bien déterminé. La dame reste au château et le chevalier chasse, participe aux tournois et également sauve sa dame de différents dangers. En effet, Enide a failli se faire enlever plusieurs fois, par exemple quand le Comte de Limors veut s’emparer d’elle en profitant de la mort présumée d’Erec. De plus, elle subit la brutalité des hommes quand ce même comte la frappe.

### L’héroïsme dans Erec et Enide
Les héros de la littérature courtoise se voient attribuer diverses qualités héroïques. Elles peuvent venir de différents facteurs, soit « données » par la naissance ou l’héritage des ancêtres, soit par leurs agissements et leurs combats. Erec est considéré chevalier par ses pairs depuis sa naissance car il est de lignée chevaleresque, il est « le fils du lac ». Ses vertus héroïques sont d’abord définies par son allure, sa beauté et ses valeurs. L’héroïsme courtois peut néanmoins se parfaire, par les actes qui sont accomplis tout du long de la vie du chevalier. Outre la prédisposition génétique qui leur est accordée, ils doivent mener des quêtes et combattre pour se créer leur réputation. Erec n’est pas épargné par cette tradition et une multitude de combats s’offrira à lui tout du long des vers.[Interprétation personnelle ?]

### L'antihéroïsme
Si Erec fait preuve d’héroïsme, d’autres personnages ne respectent pas les lois de noblesse et de courtoisie qui sont imposées aux chevaliers. Le comte de Limors, s’empressera de vouloir épouser Enide, durant la blessure d’Erec et celle-ci manifestant son désaccord, se verra frappée par le comte de Limors. L’amour et la servitude des chevaliers envers la femme étant des bien-fondés de la tradition courtoise celui-ci ne devrait se comporter ainsi. Enfin, certains personnages ne répondent pas à l'esprit chevaleresque et bafouent les codes d’honneur. Notamment les géants et les chevaliers peu scrupuleux qu’Erec combattra.[Interprétation personnelle ?]

### Remarque
Les vers 1672 à 1706 contiennent une énumération des meilleurs chevaliers de la Table Ronde, dont les dix premiers sont classés par ordre de mérite : Devant toz les boens chevaliers / doit estre Gauvains li premiers, / li seconz Erec, li filz Lac, / et li tierz Lancelot del Lac / Gonemanz de Goort li quarz / Et li quinz fu li Biau Coarz (« Devant tous les bons chevaliers, Gauvain doit être nommé le premier. Érec le second, fils de Lac, le troisième Lancelot du Lac. Gonemant de Gort quatrième. Le cinquième était le Beau Couard. »

## Traductions
Ce poème a été traduit en plusieurs langues, et adapté en allemand par Hartmann von Aue, auteur d'un Erec vers 1180.
- 1974 : Traduction de René Louis.
- 1944 : Version en prose moderne par André Mary
- 1992 : Traduction de Jean-Marie Fritz pour Le Livre de Poche.
- 1994 : Traduction de Peter F. Dembowski pour la Pléiade (Gallimard).
- 2008 : Traduction de Michel Rousse pour GF (Flammarion).
- 2022 : Transposition en vers en français moderne par Guy de Pernon.
- 2023 : Traduction en vers par Alex Delusier (L'Harmattan, coll. "Poésie(s)")

Il convient de ne pas confondre avec le poème gallois, usuellement édité avec les Mabinogion, Gereint ac Enid.

## Postérité
Érec et Énide est aussi le titre du dernier roman de Manuel Vázquez Montalbán, paru en 2004 aux Éditions du Seuil. Le récit de Chrétien de Troyes est au cœur de l'intrigue de ce livre.
Erec et Enide a également fait l'objet d'une bande dessinée réalisée par le dessinateur Olier, parue dans le numéro 114 du magazine de jeunesse Arkéo Junior en décembre 2004.

## Extrait
Un jor de pasque au tens novel

a caradigant son chastel

ot li rois artus cort tenus

onc si riche ne fut veüe

car mouti ot boens chevaliers

hardiz et corageus et fiers

et riches dames et puceles

filles de rois gentes et beles

## Manuscrits
Le roman est conservé dans les manuscrits suivants  :
- Amsterdam, Bibliotheek van de Universiteit, 446
- Bruxelles, Bibliothèque royale de Belgique, IV 837
- Chantilly, Bibliothèque et Archives du Château, 472 (626)
- Paris, BN, fr. 375
- Paris, BN, fr. 794
- Paris, BN, fr. 1376
- Paris, BN, fr. 1420
- Paris, BN, fr.1450
- Paris, BN, fr. 24403
- Paris, Bibliothèque Sainte-Geneviève, 1296 (fragment)
- Fragment d'Annonay
- Fragment de Laigle